# Rue Jean-Gérard Eggericx
 (août 2025).
La rue Jean Gérard Eggericx (en néerlandais : Eggericxstraat) est une rue bruxelloise de la commune de Woluwe-Saint-Pierre qui va de la rue Marcel Buts à la rue de la Cambre sur une longueur totale de 160 mètres.

## Historique et description
Sa création est due à une convention passée entre la veuve Eggericx et la commune le 27 octobre 1908. En vertu de cette convention, la veuve construit la voirie à ses frais sur ses terrains. L'assiette est ensuite abandonnée à la commune à titre gratuit, en échange de l'exonération des taxes d'ouverture de voirie. L'investissement est rentabilisé par la revente des terrains lotis. La veuve Eggericx obtient en outre que la commune baptise la rue du nom de son défunt mari.

## Situation et accès
Parallèle à l'avenue Père Damien, la rue Jean-Gérard Eggericx relie la rue de la Cambre à la rue François Gay et la rue Marcel Buts selon un axe nord-sud.

## Inventaire régional des biens remarquables

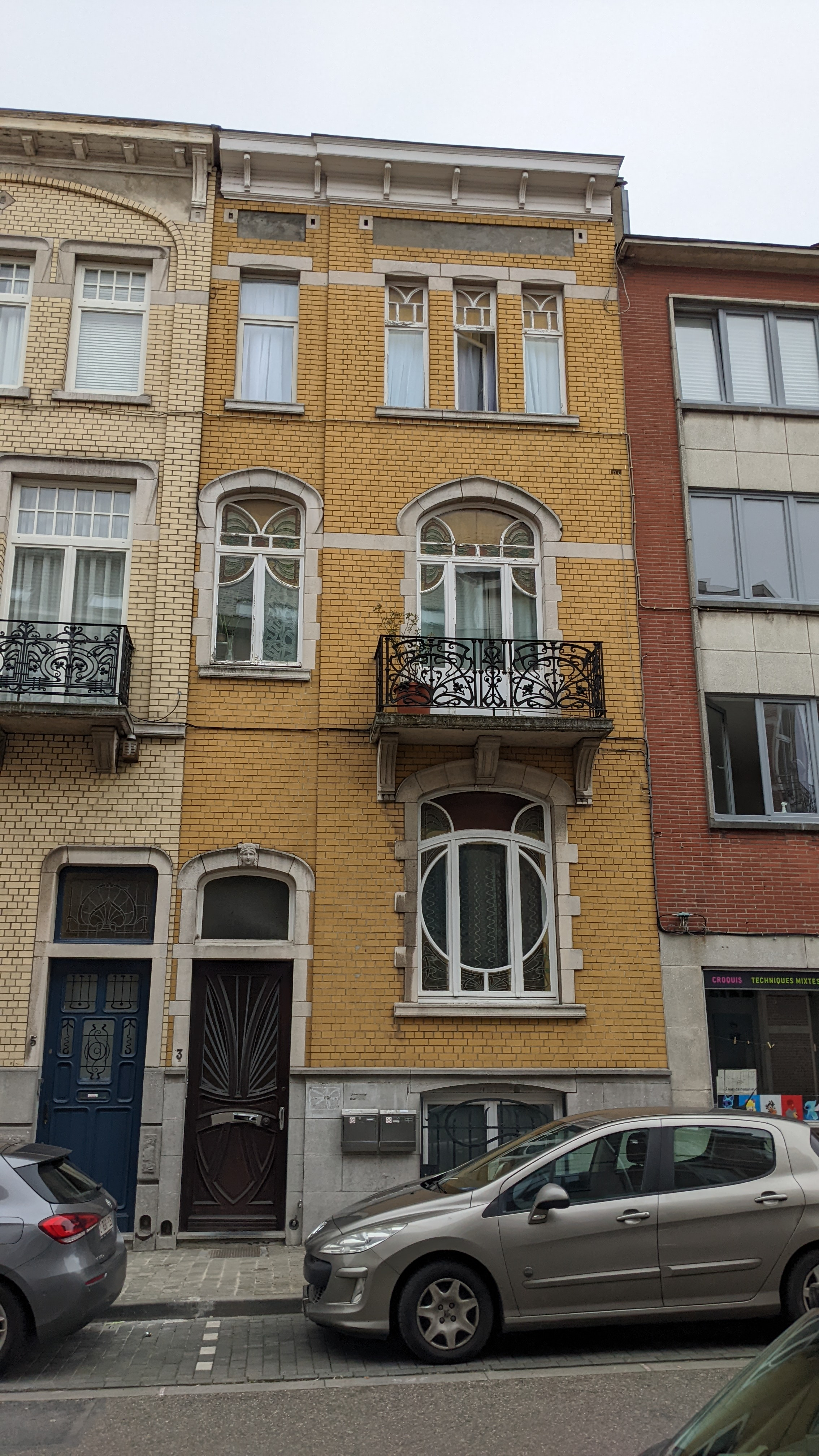
Aux nos 3 et 5 : ensemble de deux maisons à plan identique et façades différenciées de style Art nouveau, de chacune trois niveaux sur cave haute. Inscription « Fernand Conard / Architecte 1913 » sur les soubassements[2].
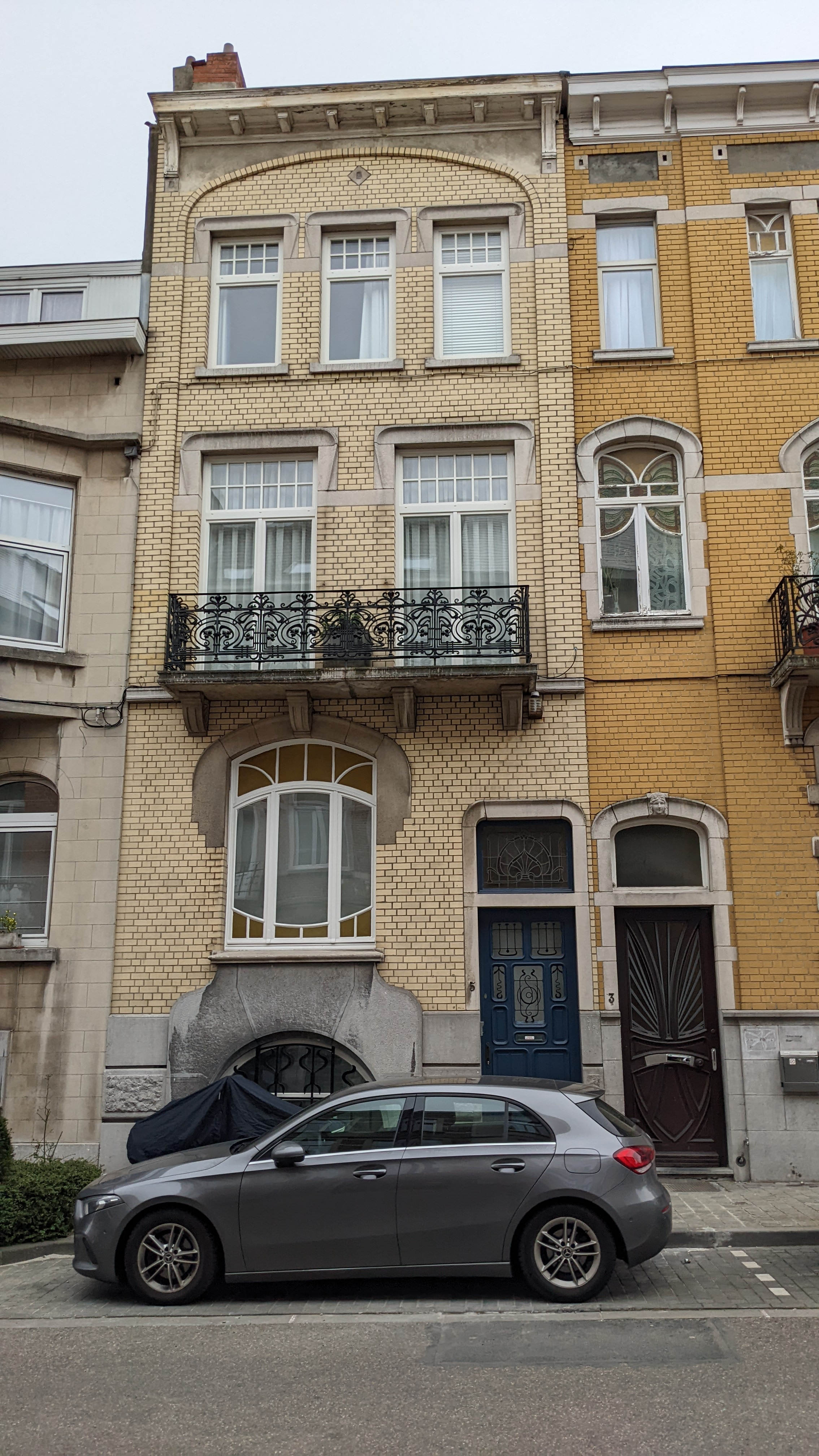
Aux nos 3 et 5 : ensemble de deux maisons à plan identique et façades différenciées de style Art nouveau, de chacune trois niveaux sur cave haute. Inscription « Fernand Conard / Architecte 1913 » sur les soubassements[2].
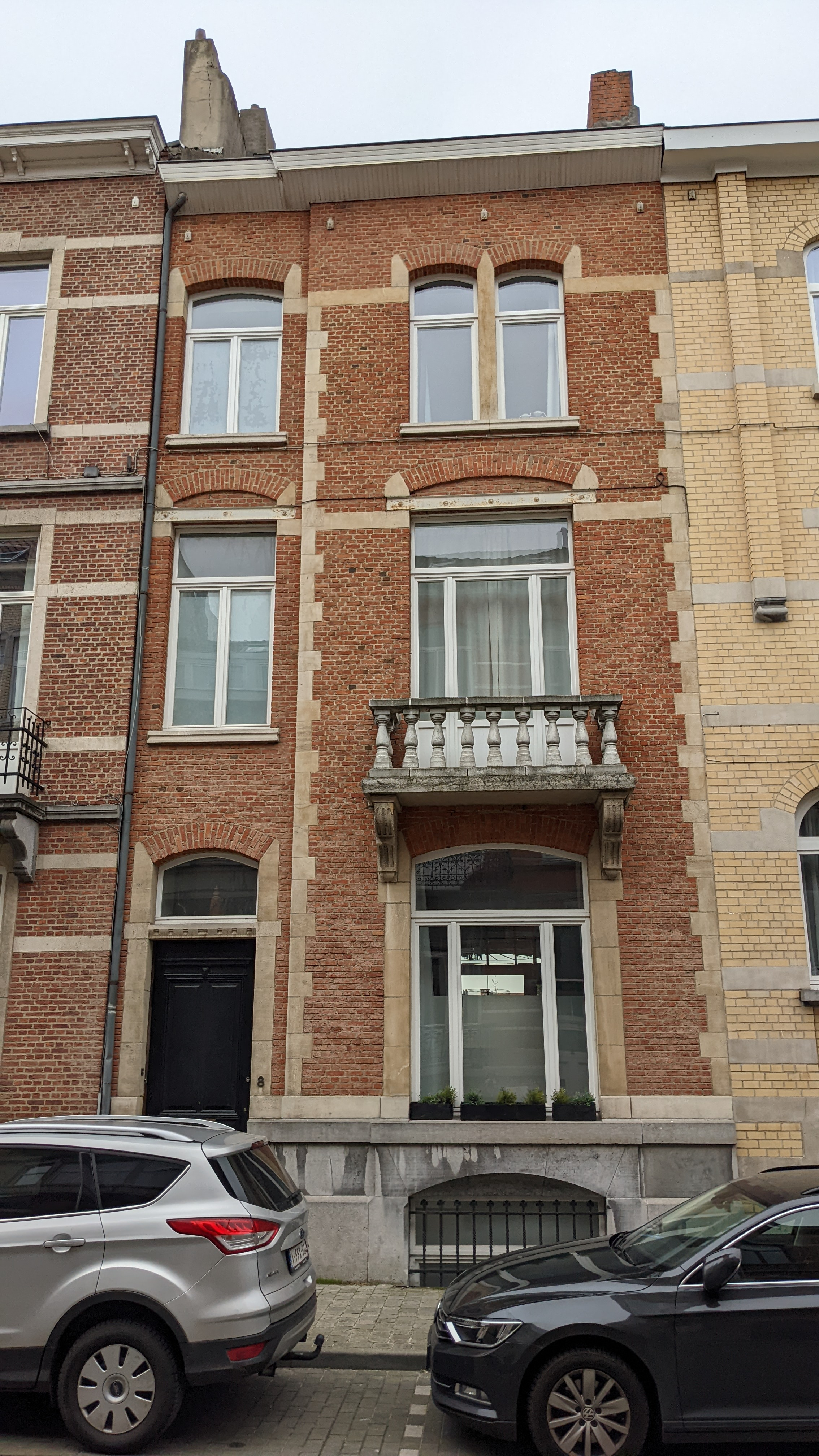
Au no 8 : maison éclectique de composition asymétrique, architecte Fernand Conard, 1913. Façade en briques rouges, rehaussée de pierre blanche et bleue[3].
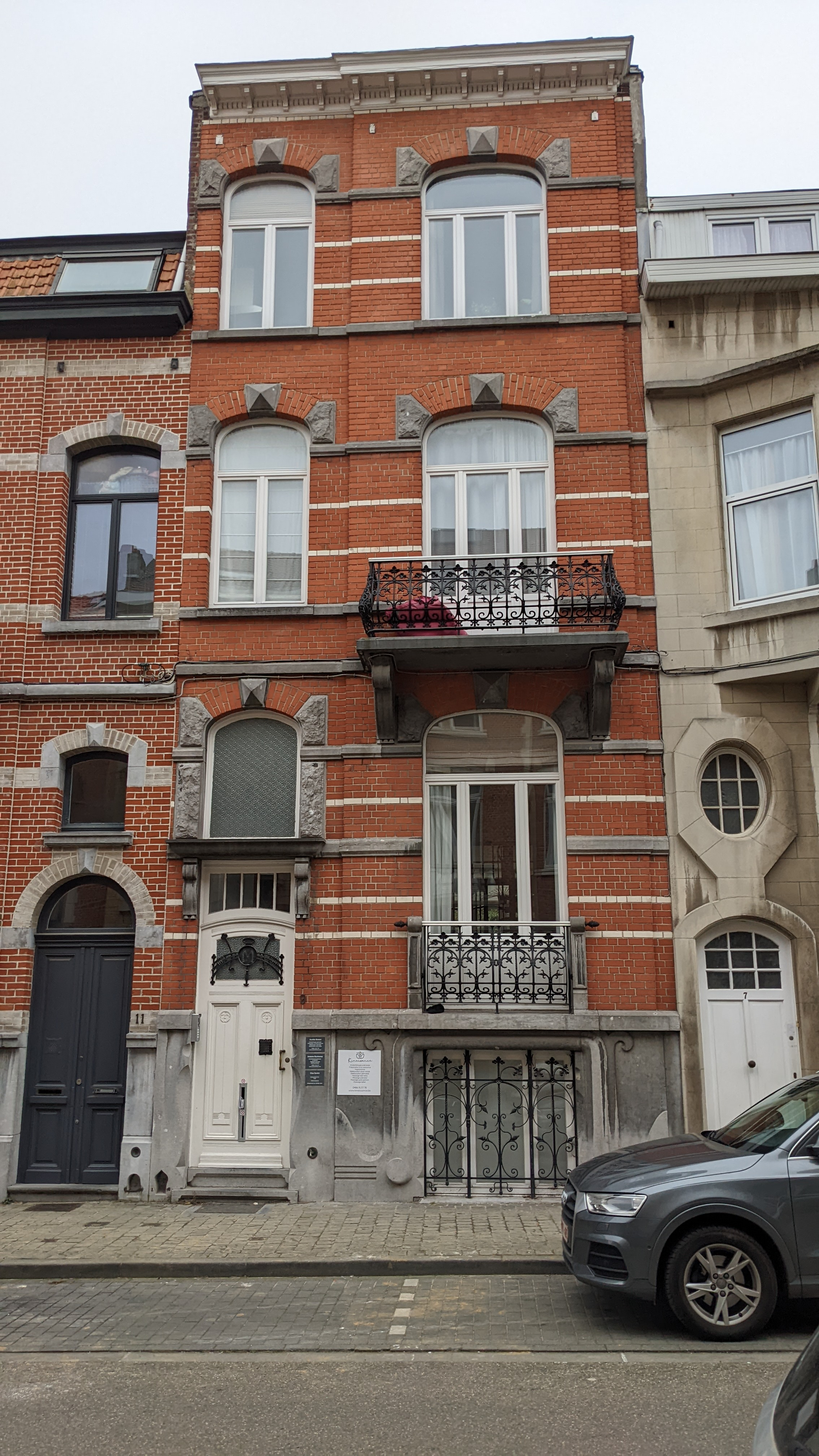
Au no 9 : maison éclectique de composition asymétrique, 1912, architecte Fernand Conard. Façade de briques rouges, rehaussée d'éléments de pierre bleue et rythmée d'assises de briques blanches[4].
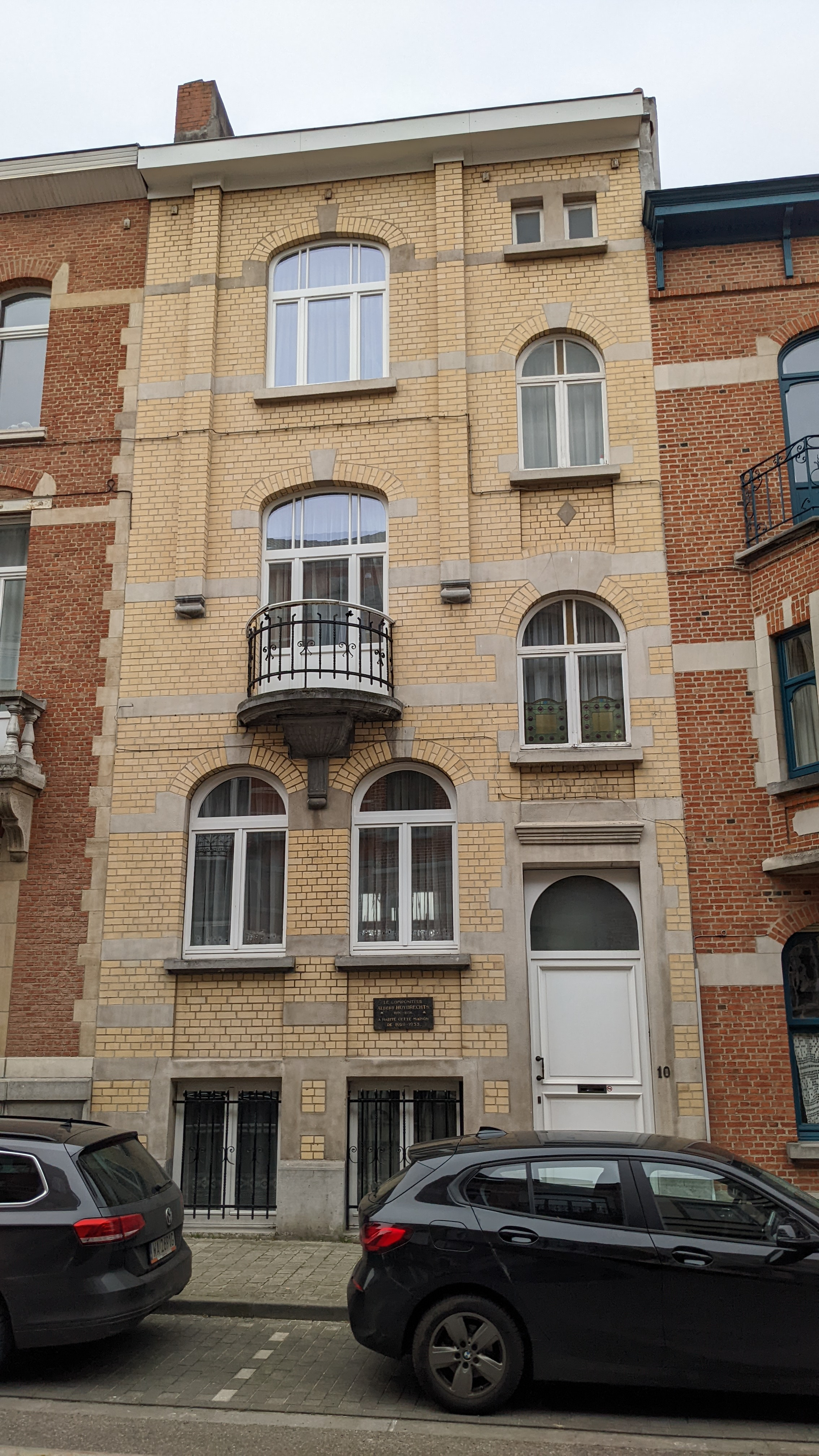
Au no 10 : maison de style éclectique, construite pour et par les entreprises Caron et Vandiest, 1923. Façade de briques jaunes à deux travées inégales et décalées, de trois niveaux. Plaque de marbre portant l'inscription « le compositeur / Albert Huybrechts / 1899-1938 / a habité cette maison / de 1928-1933 », apposée au rez-de-chaussée[5].
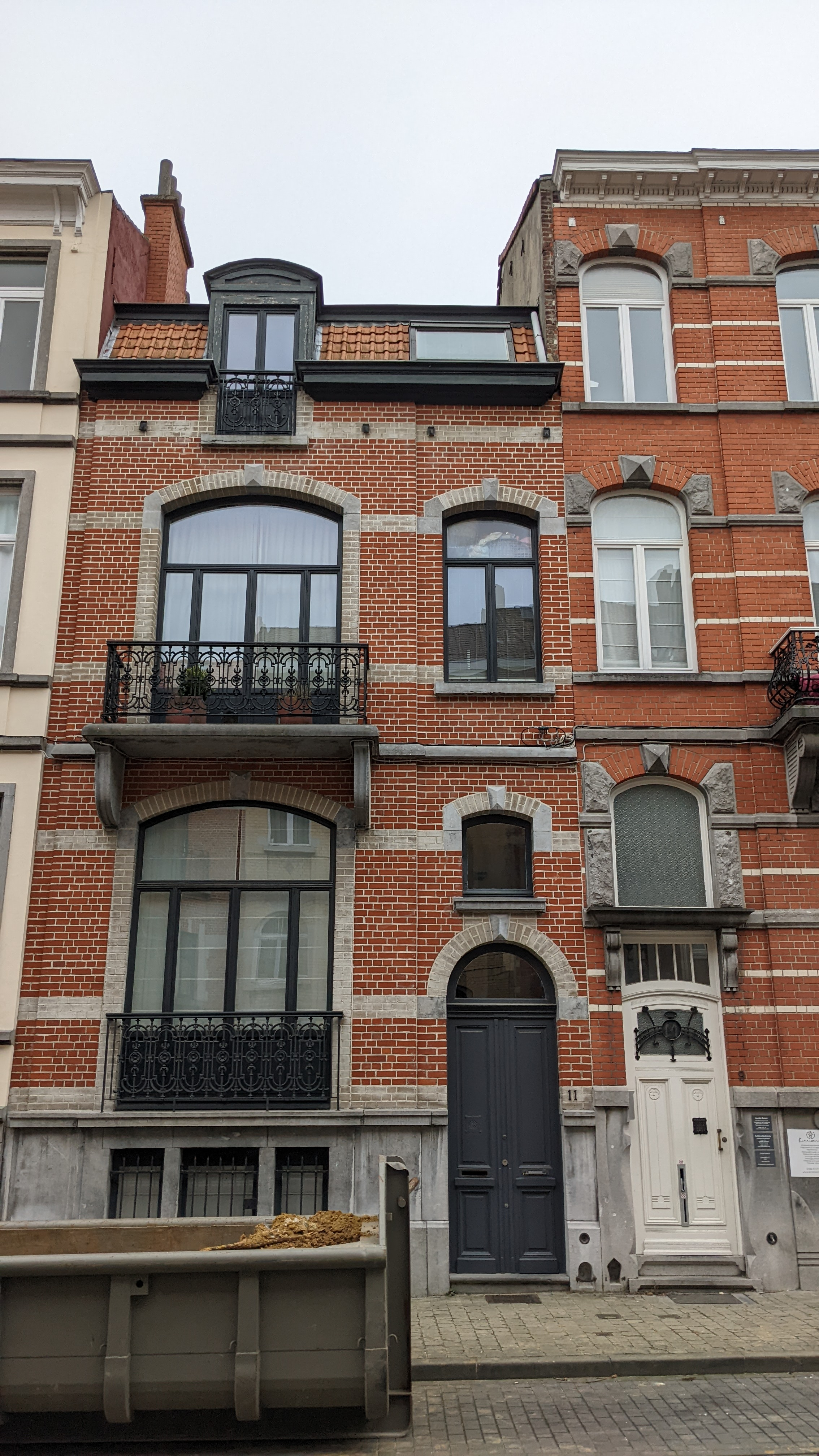
Au no 11 : maison éclectique de deux niveaux de composition asymétrique, sous mansarde, architecte Fernand Conard, 1910. Façade de briques rouges, rehaussée de briques blanches et de pierre bleue[6].
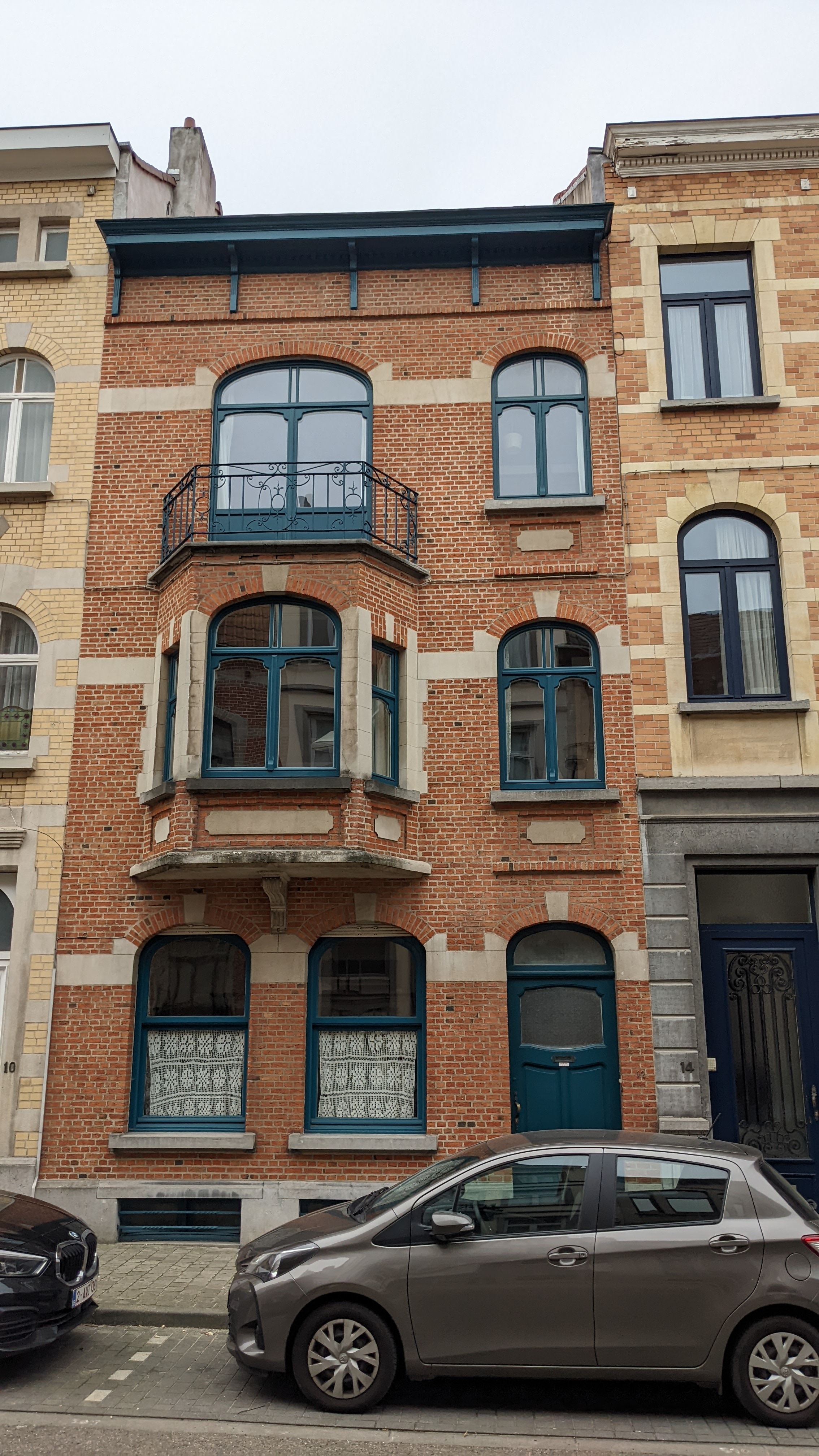
Au no 12 : maison de style éclectique teinté d'Art Déco, de trois niveaux de composition asymétrique, construite pour et par les entreprises Caron et Vandiest, 1924. Façade de briques rouges, rehaussée d'éléments enduits en simili-pierre blanche[7].
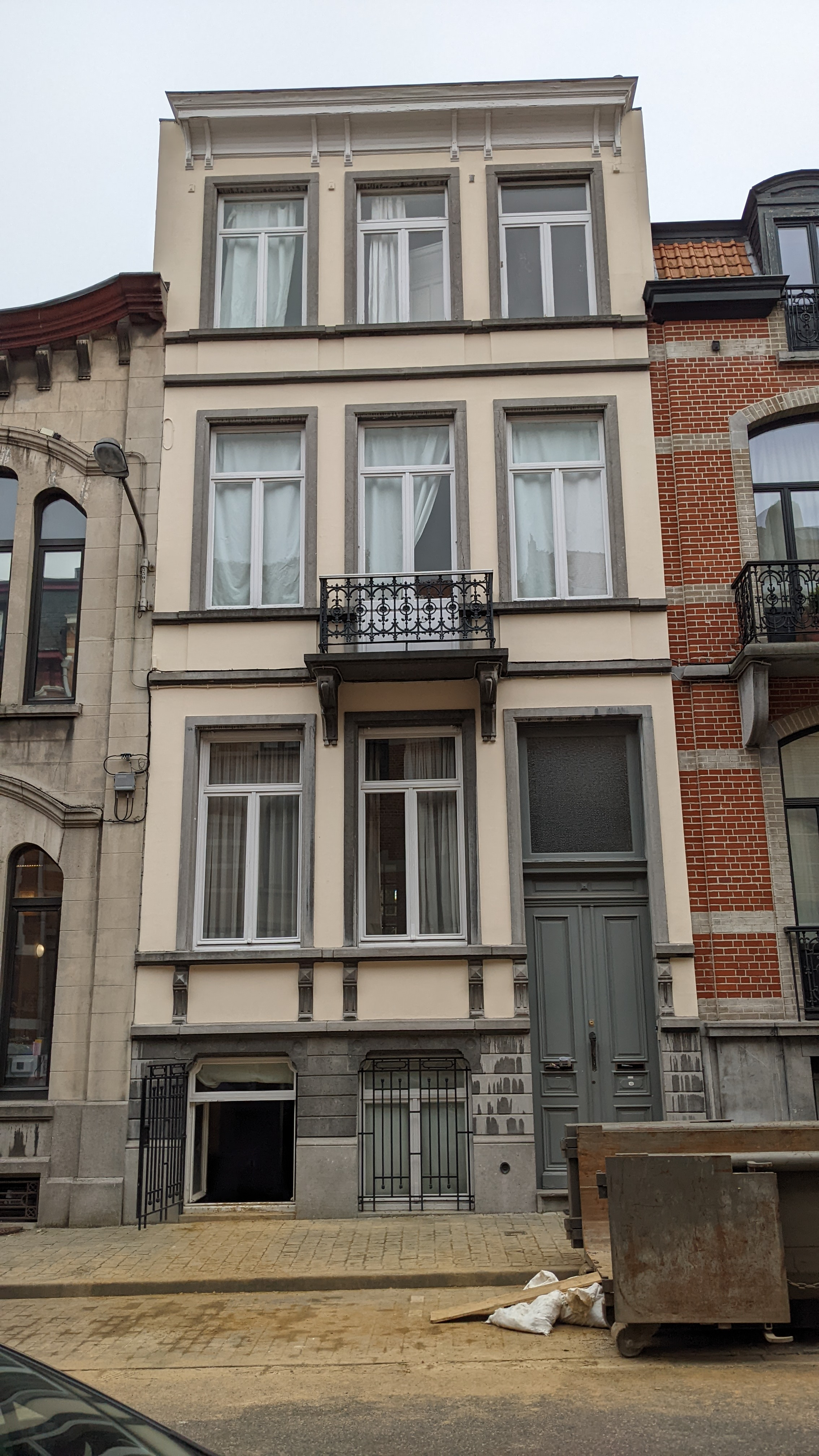
Au no 13 : maison éclectique de composition symétrique, sur cave haute, architecte Fernand Conard, 1911. Élévation enduite[8].
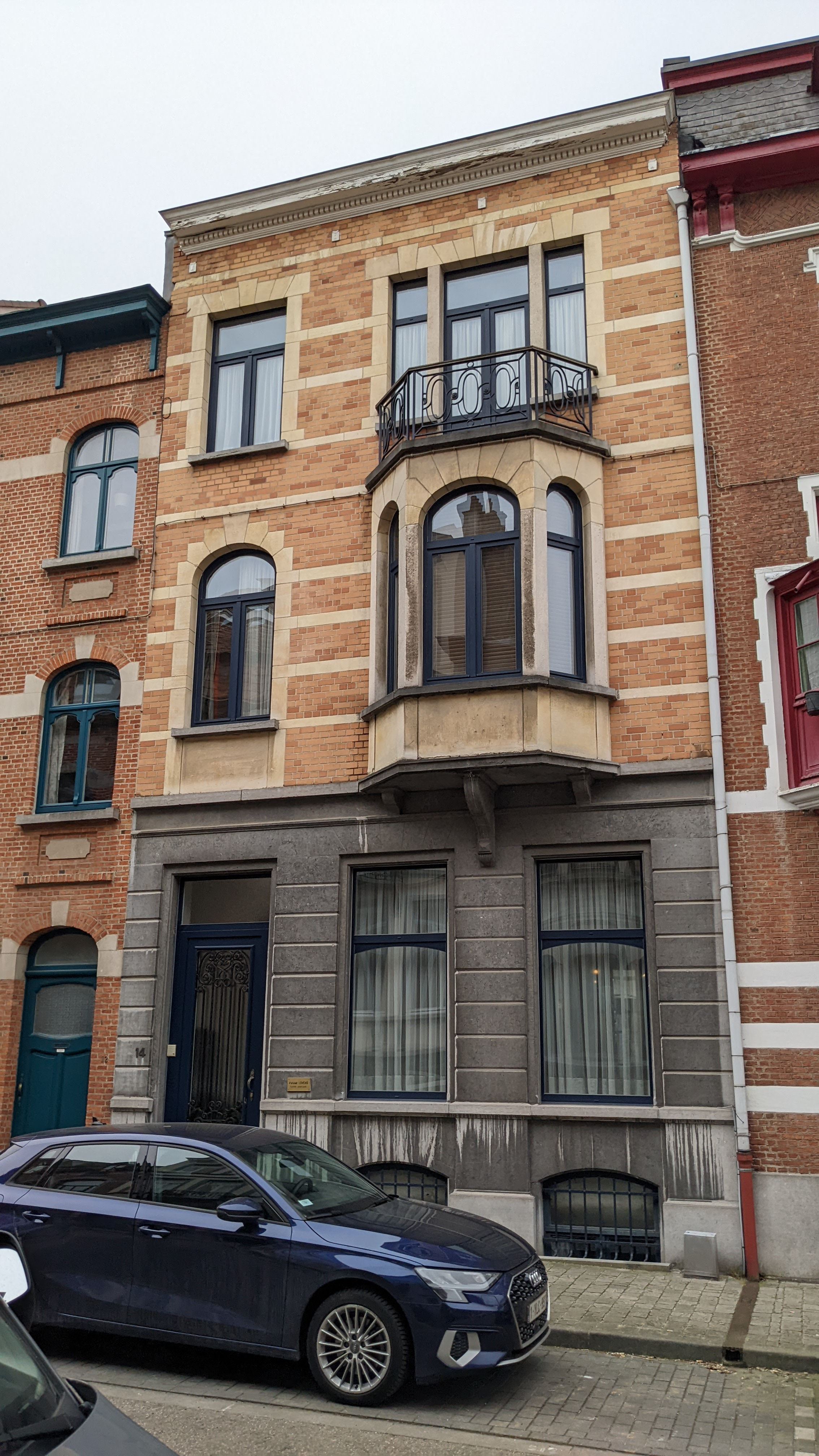
Au no 14 : maison de style éclectique teinté de Beaux-Arts, de composition asymétrique. La parcelle apparaît bâtie au cadastre en 1919. Rez-de-chaussée en pierre bleue à bossages. Étages en briques flammées, rehaussés de simili-pierre blanche[9].
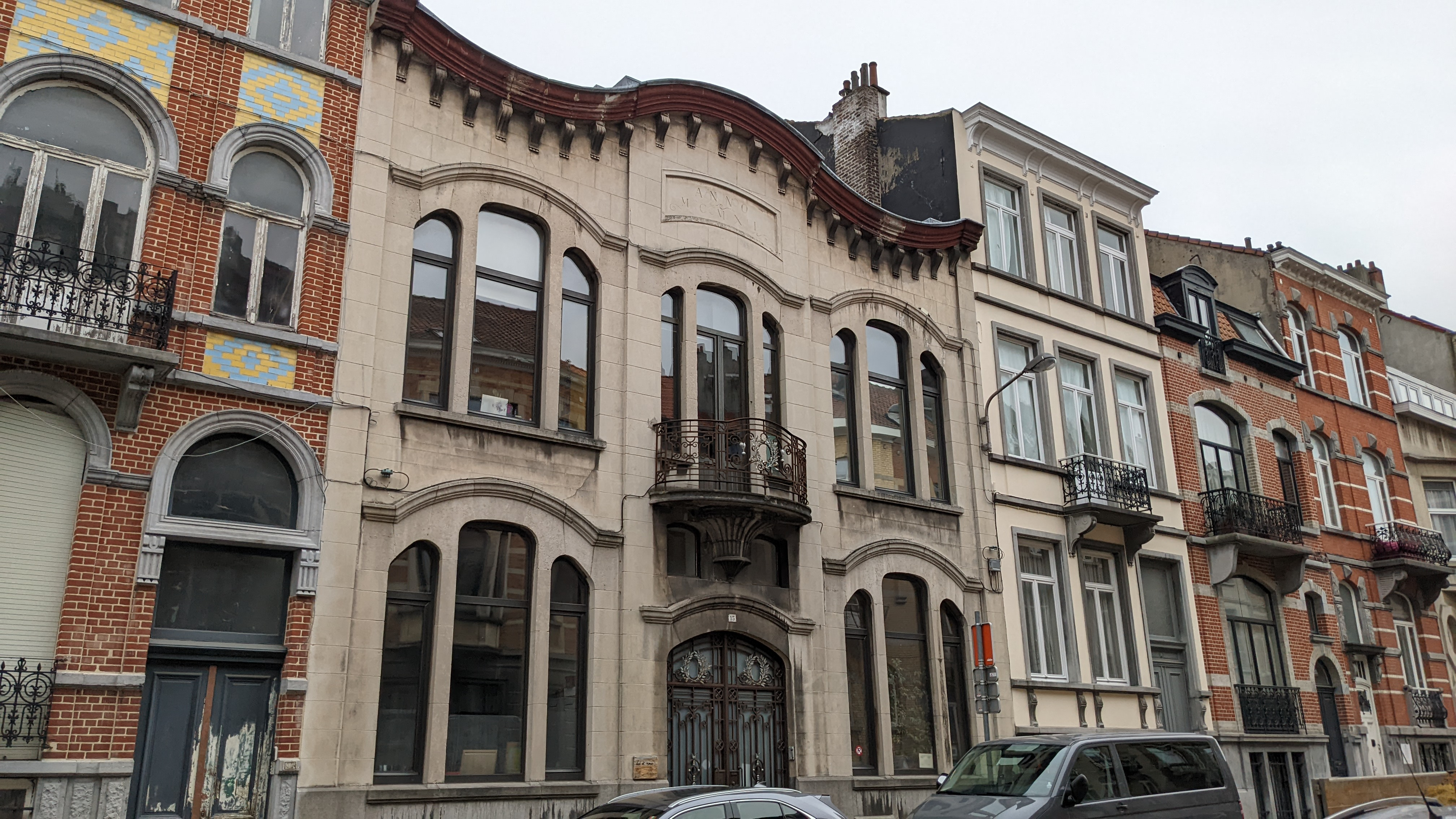
Au no 15 : hôtel de Mademoiselle P. Eggerickx. Large hôtel particulier de trois travées et deux niveaux, de style éclectique, architecte Fernand Conard, 1911, bâtie pour le compte de Mlle P. Eggerickx[10].
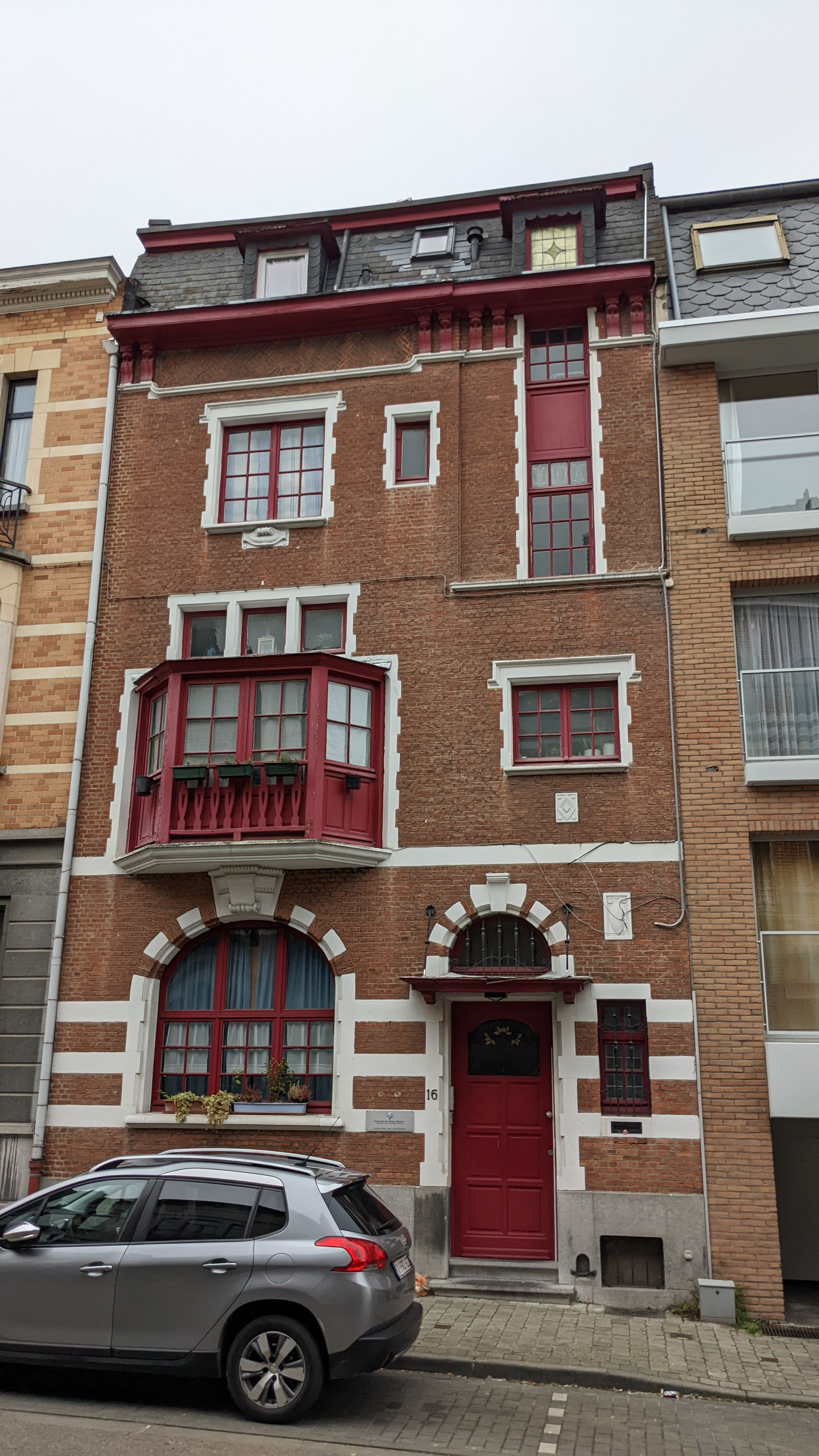
Au no 16 : maison éclectique de trois niveaux et deux travées inégales sous mansarde, architecte Raymond Moenaert, 1914. Les éléments architecturaux restent traditionnels, mais sont agencés avec une grande liberté[11].
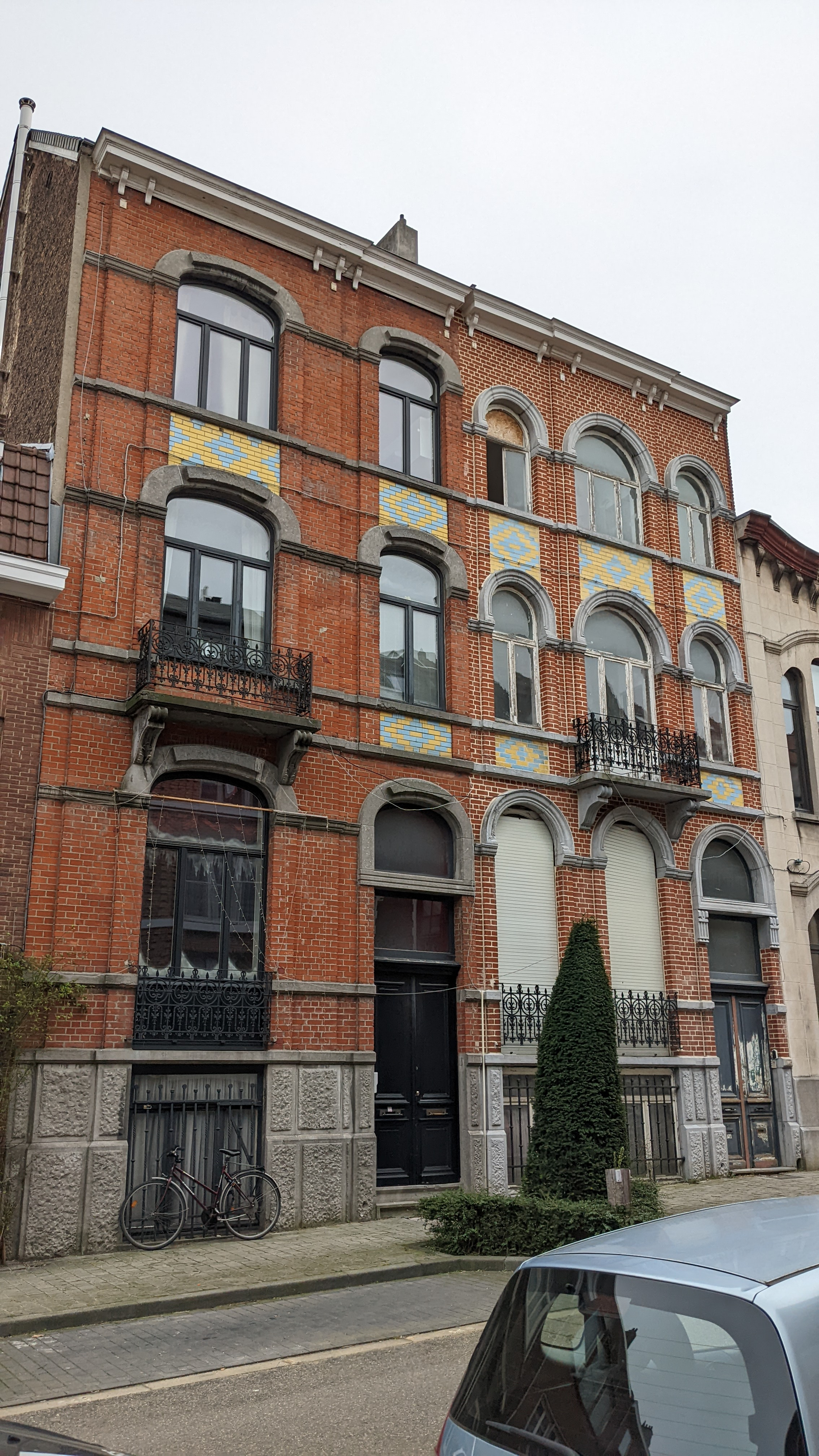
Aux nos 17 et 19 : ensemble de deux maisons de style éclectique, de trois niveaux sur cave haute, dessiné pour Élisa Eggerickx par l'architecte Fernand Conard en 1911. Plans identiques masqués par des façades différenciées en briques rouges[12].
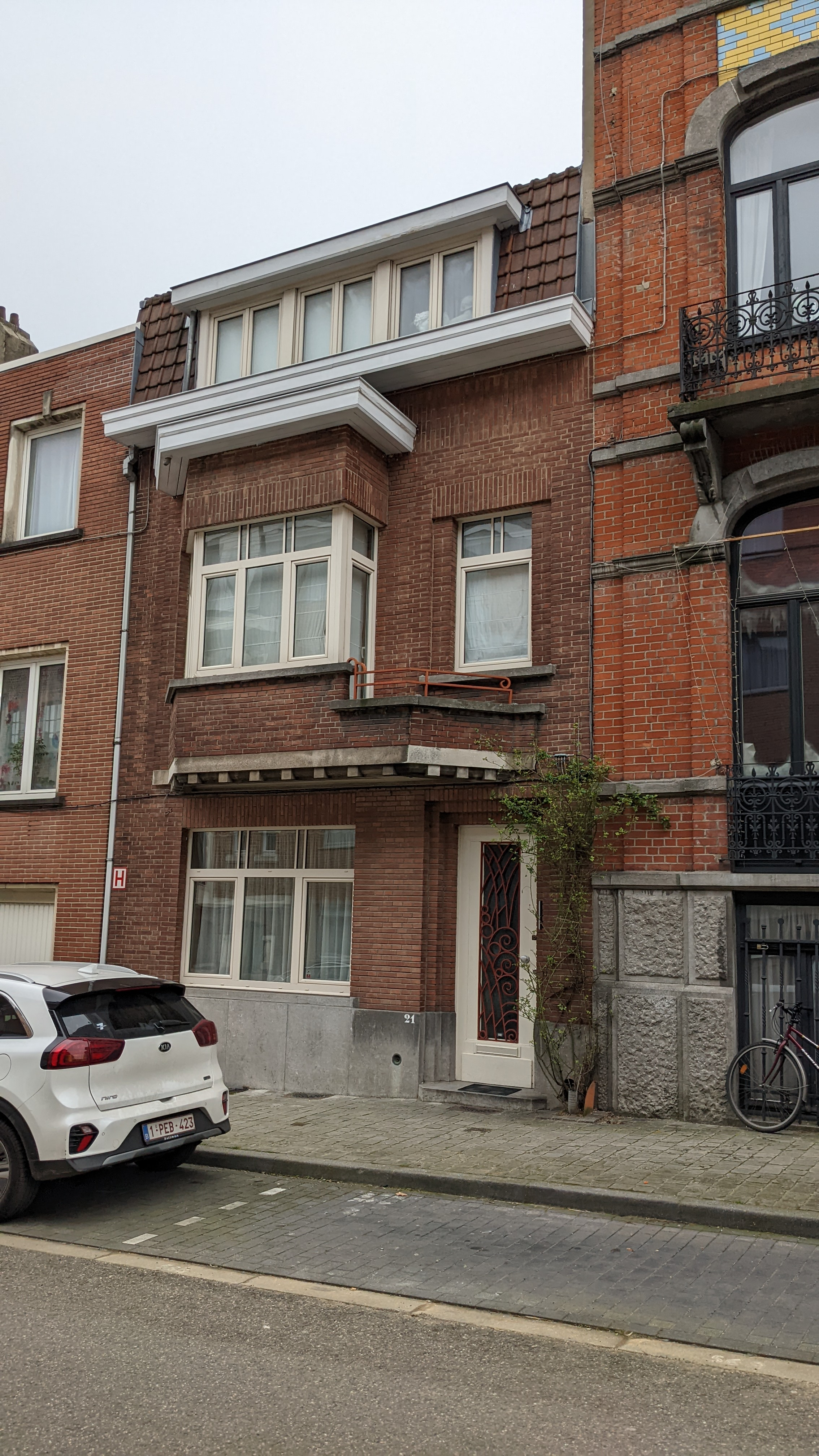
Au no 21 : maison Art Déco de composition asymétrique de deux niveaux sous mansarde, architecte Van Cauwenberghe, 1934. Façade de briques rouges[13].
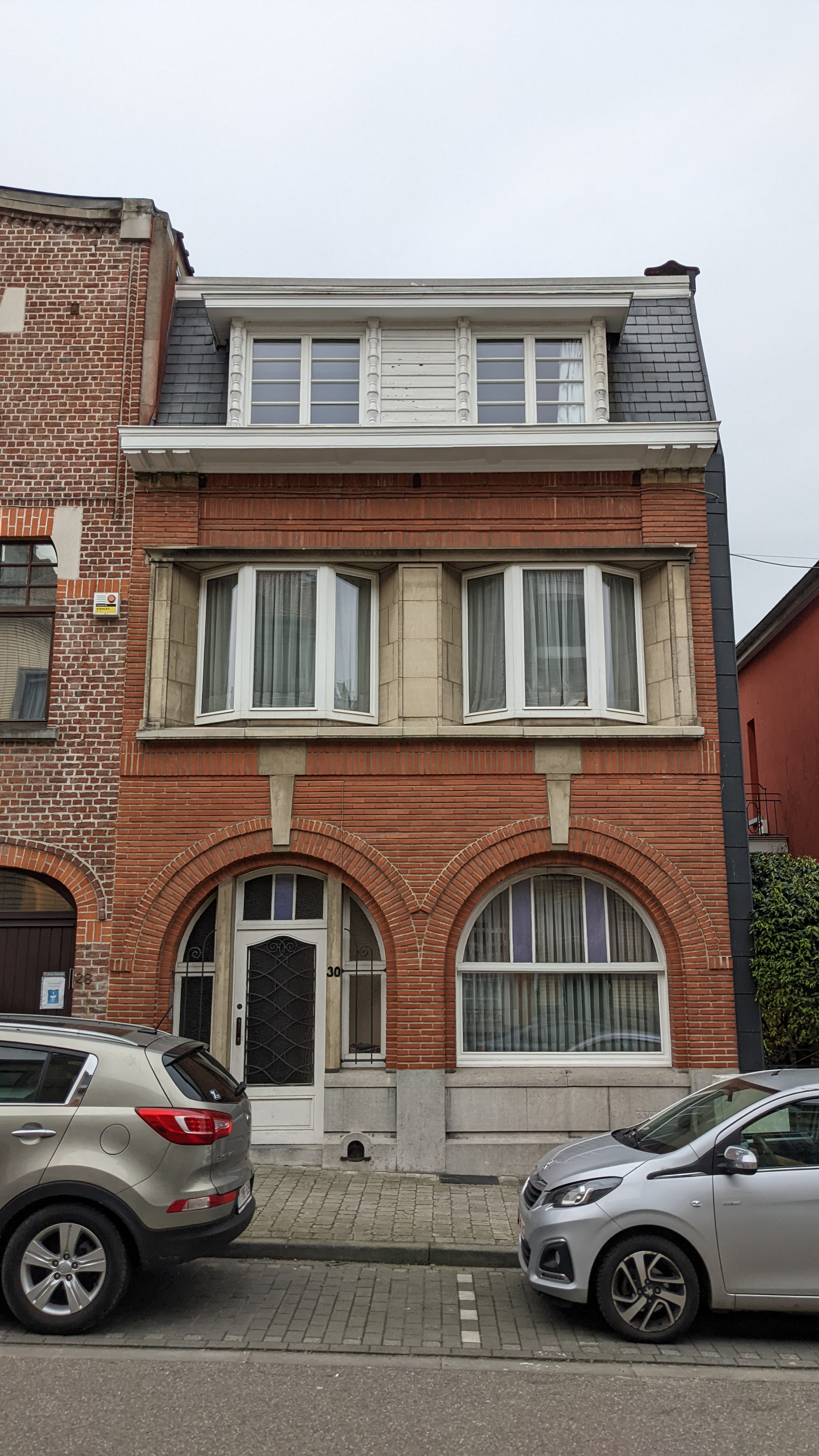
Au no 30 : maison Art Déco de deux niveaux symétriques sous mansarde, inscription « G. VANHOVE / ARCH. 1934 » sur le soubassement. Parement à jeu de briques rouges couchées et dressées, à joints horizontaux accentués[14].
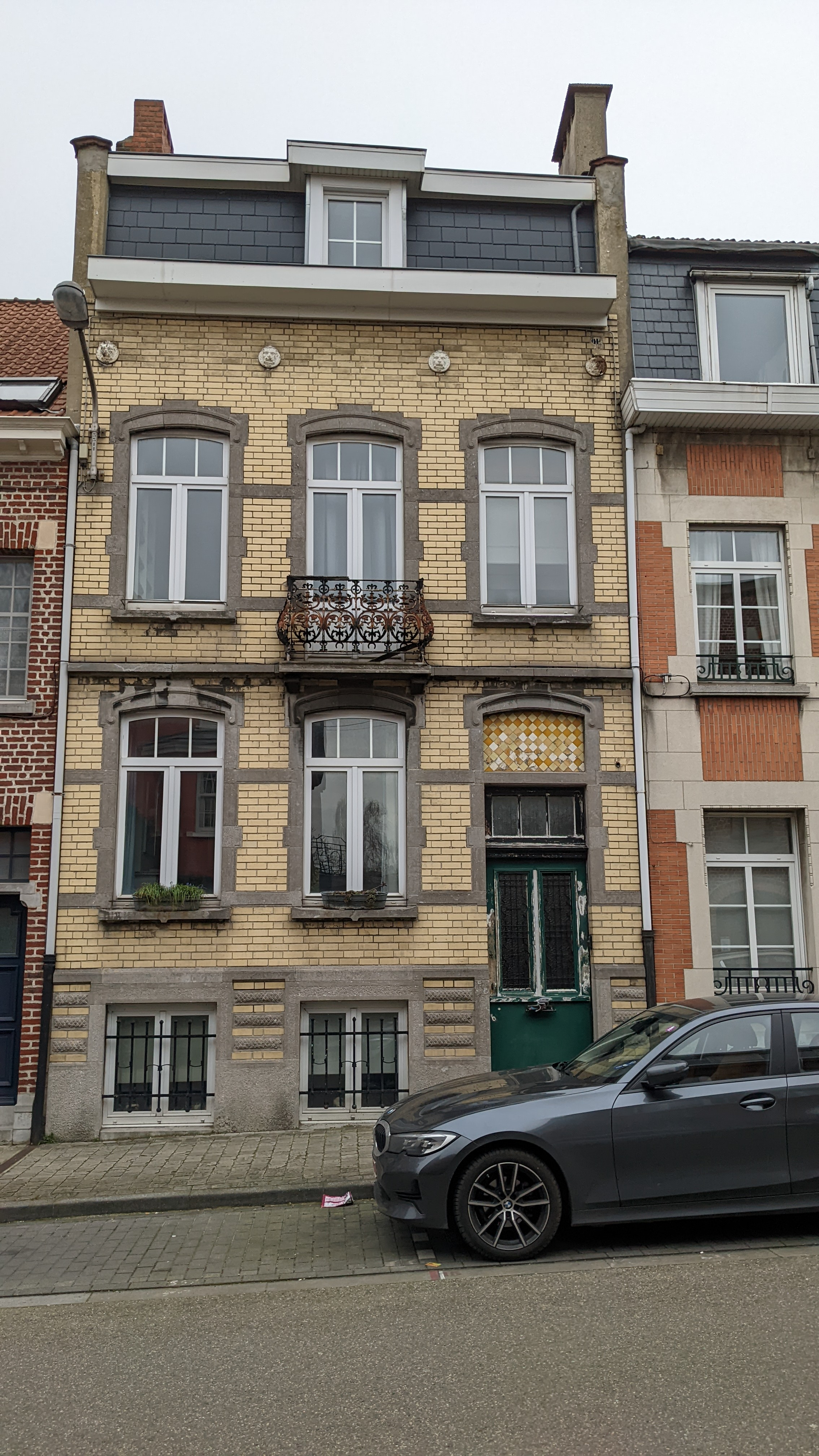
Au no 31 : maison éclectique de composition symétrique de deux niveaux sous mansarde, 1914. Façade de briques blanches ; bandeaux et encadrement des baies de pierre bleue. Soubassement de pierre bleue, à lits de briques et bossages alternés. Baies à arc surbaissé, à extrados en escalier orné d'une archivolte[15].
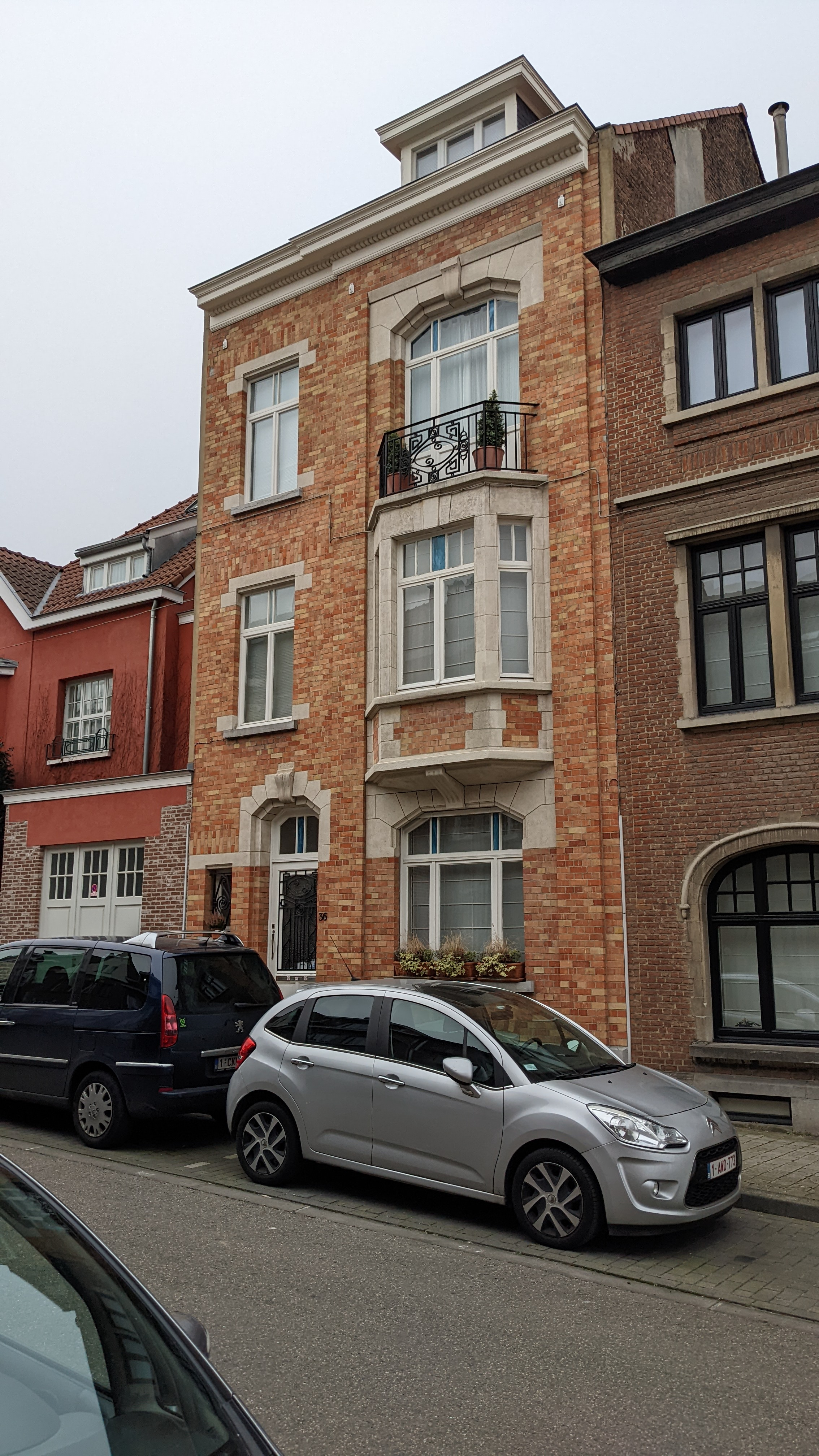
Au no 36 : maison Art Déco, de composition asymétrique, architecte Walter Baudet, 1927. Élévation en briques flammées, rehaussée de simili-pierre blanche. Baies sous linteau ou sous arc polygonal. Porte flanquée d'une petite fenêtre. Logette de plan trapézoïdal[16].
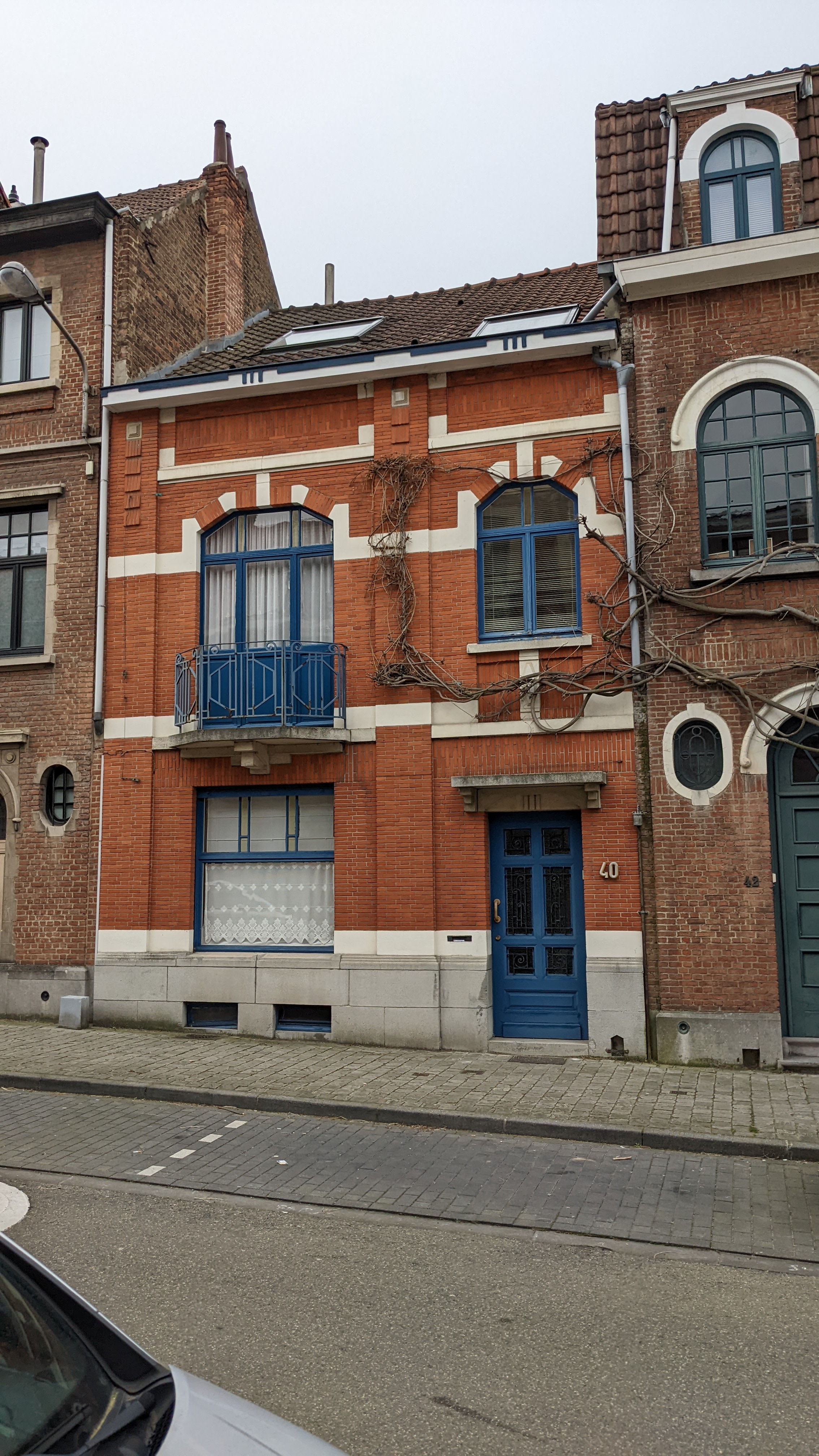
Au no 40 : maison Art Déco de composition asymétrique de deux niveaux, signée « A(rthur) Manne / architecte » à gauche du balcon de l'étage, 1931. Façade de briques rouges, agrémentée de bandeaux enduits en simili-pierre et de bandes de briques dressées. Travée principale flanquée de deux pilastres ponctués de petits carrés en relief[17].
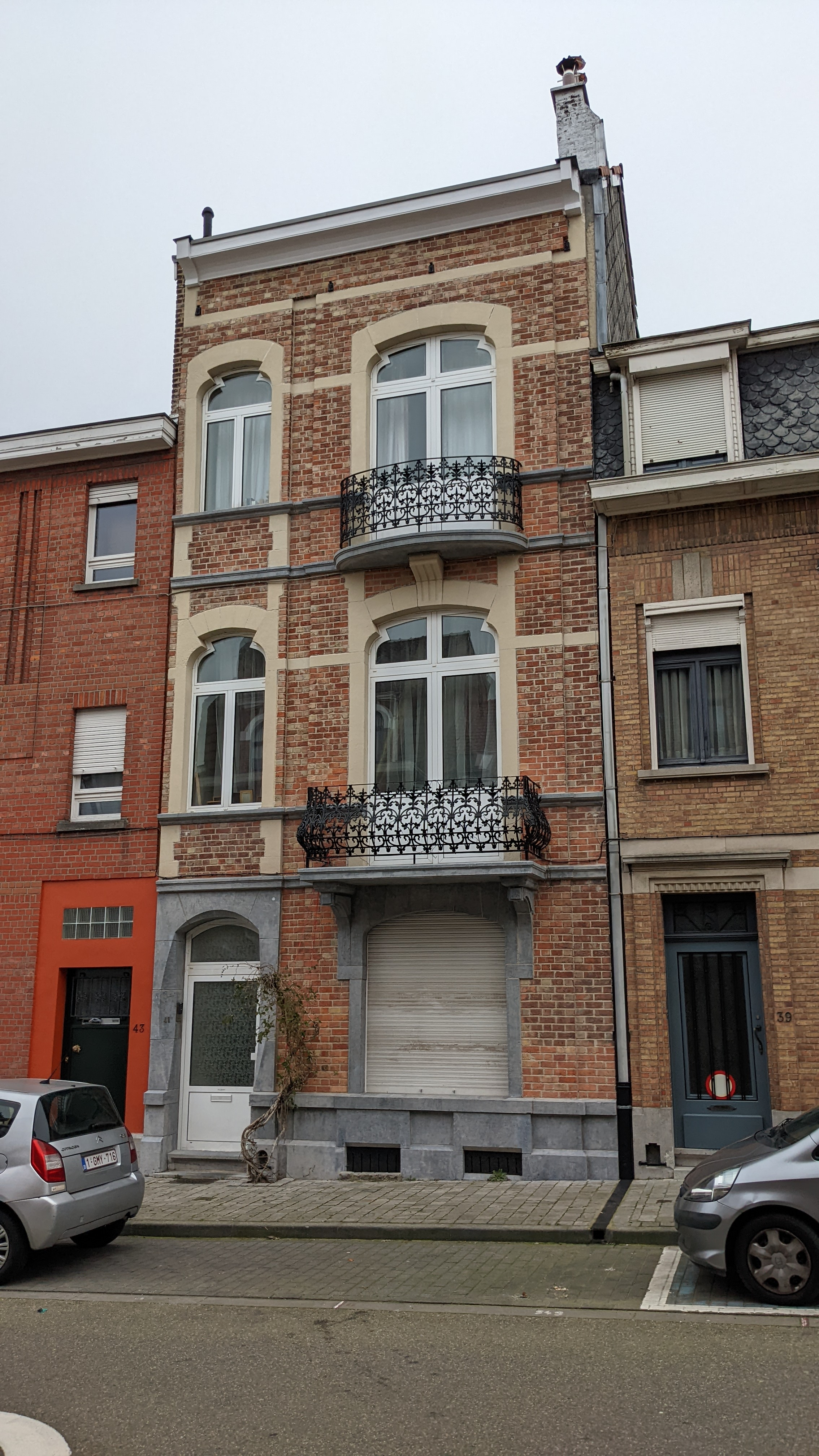
Au no 41 : maison de style éclectique teinté d'Art nouveau, de composition asymétrique, architecte Fernand Conard, 1912. Façade de briques flammées, rehaussée de pierre bleue. Porte sous arc surbaissé, à piédroits délardés d'un large chanfrein de profil irrégulier. Baies des étages à encadrement de pierre bleue à arc chantourné[18].
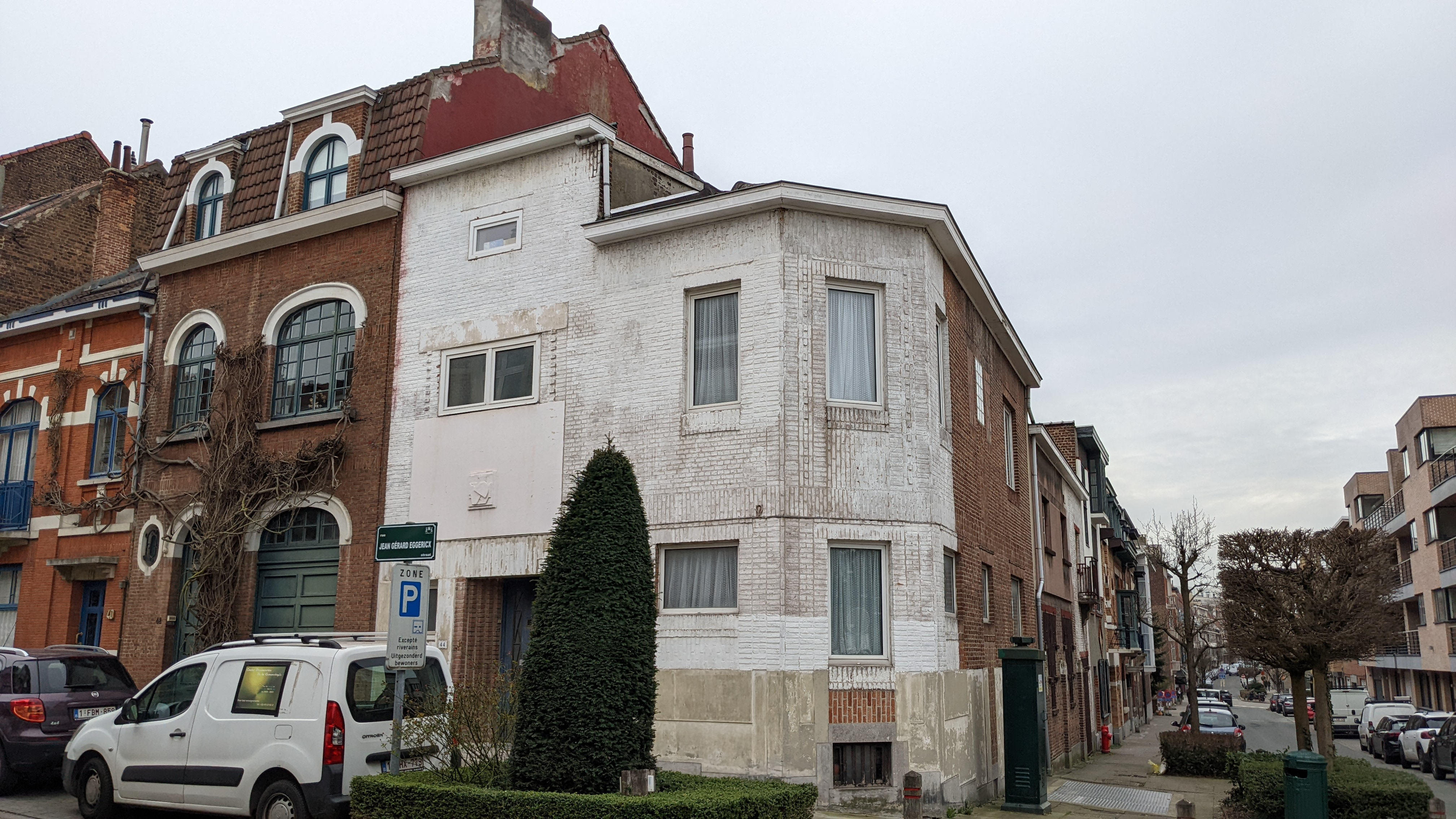
Au no 44 : atelier d'inspiration Art Déco, conçu en 1924 par l'entrepreneur M. Haché pour le sculpteur Oscar De Clerck. L'atelier est contigu à la maison personnelle du sculpteur, bâtie à l'angle de la rue Jean-Gérard Eggerickx en 1926 et de la rue Eggerickx[19].
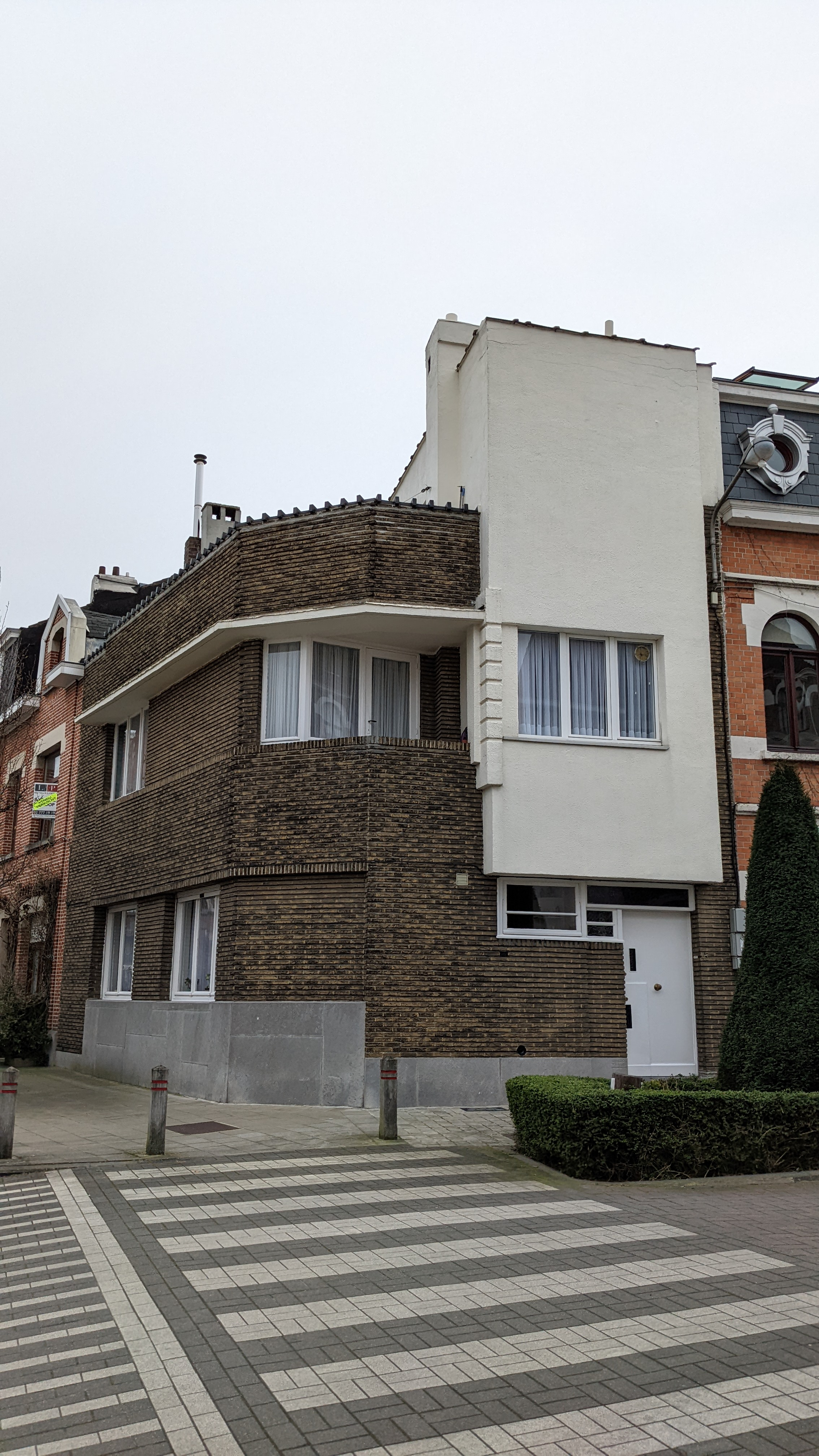
Au no 47 : à l'angle de la rue de la Cambre/Eggerickx, maison moderniste signée sur le soubassement « JOS / WILLAME / ARCH », 1933. Bâtiment conçu comme deux volumes imbriqués l'un dans l'autre, différenciés par leur matériau. D'une part, un volume principal de briques, à deux niveaux sous toiture-terrasse et angle traité en pan coupé. D'autre part, un vaste volume enduit en blanc, en forme de parallélépipède rectangle dressé, qui semble encastré dans le volume principal, vers la rue Jean-Gérard Eggerickx, au-dessus de l'entrée[20].

### Plaque Albert Huybrechts

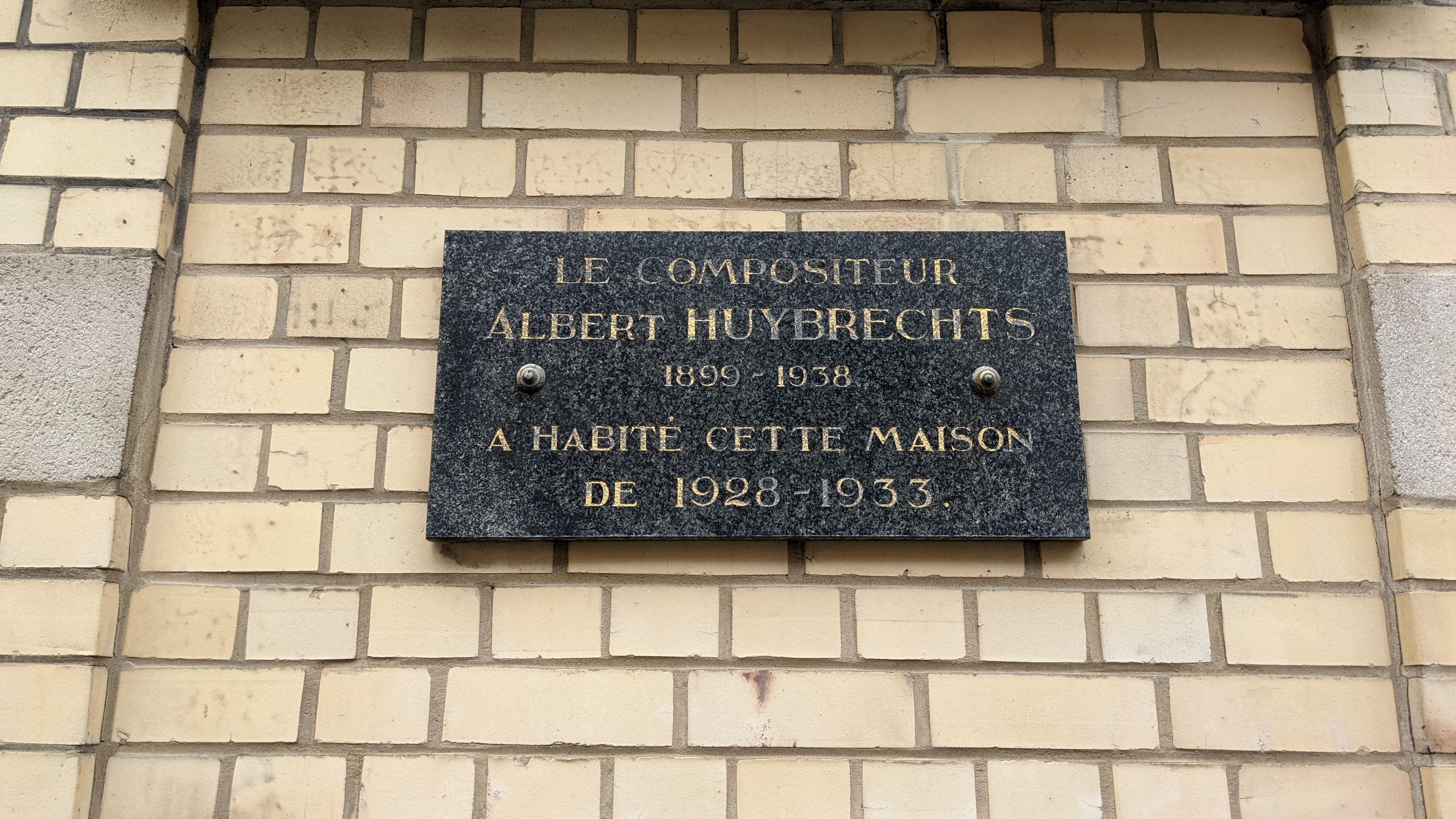

Au numéro 10 de la rue Jean-Gérard Eggericx, une plaque de marbre portant l'inscription « le compositeur Albert Huybrechts 1899-1938 a habité cette maison de 1928-1933 ».